# Ulica Jana Klemensa Branickiego w Białymstoku
Ulica Jana Klemensa Branickiego – jedna z głównych ulic w Białymstoku, prowadząca z centrum miasta w kierunku osiedla Dojlidy i dalej na Zabłudów. Biegnie od ronda Andrzeja Lussy do skrzyżowania z ul. Baranowicką, łącząc się z ul. Nowowarszawską.
Od placu Witolda Antonowicza do skrzyżowania z ul. Baranowicką, przebiega droga krajowa nr 19.

## Historia ulicy

### Pod zaborem rosyjskim
Pierwsza wzmianka o ulicy pochodzi z 1889 roku. Wtedy nazywała się ulicą Bulwarną lub Bulwarową.

### II Rzeczpospolita
Po I wojnie światowej, konkretnie w 1919 roku, Białystok został przyłączony do II Rzeczypospolitej. W tym czasie w ramach uchwały o zmianie nazw ulic, zmieniono jej nazwę na cześć hetmana i właściciela Białegostoku, Jana Klemensa Branickiego.

### II wojna światowa
W 1939 roku Białystok został zajęty przejściowo przez III Rzeszę, a w wyniku traktatu o granicach i przyjaźni, włączono do ZSRR do obwodu białostockiego, w Białoruskiej SRR.
W 1940 roku, w ramach sowietyzacji, zmieniono wiele ulic w mieście na te bardziej skojarzone z komunizmem. Przemianowano wtedy ulicę J. K. Branickiego na Mykoły Szczorsa, bohatera wojny domowej zwanego "ukraińskim Czapajewem".
Po ataku Niemiec na ZSRR w 1941 roku, po raz kolejny zmieniono nazwy ulic. Administracja niemiecka zmieniła jej nazwę na J. W. von Goethego, niemieckiego poety z XVIII i XIX wieku.

### Polska Rzeczpospolita Ludowa
Po II wojnie światowej nadano przejściowo nazwę Branickiego, aby w 1949 roku zmienić ją ponownie, tym razem na Włodzimierza Lenina.
W 1981 roku odcinek ulicy został przedłużony z ulicy Świętojańskiej do skrzyżowania z ulicą Ciołkowskiego, aby przyjąć ruch tranzytowy przebiegający przez ulicę Nowowarszawską.

### Czasy współczesne
W ramach dekomunizacji, w 1990 roku, przywrócono przedwojenną nazwę ulicy.

## Otoczenie
Przy ulicy J. K. Branickiego znajdują budynki i obiekty takie jak:
- Skwer Janusza Smacznego
- Skwer przy rzece Białej
- Pomnik św. Jana Nepomucena
- Sala Królestwa Świadków Jehowy
- Wydział geodezji katastru i nieruchomości Starostwa Powiatowego w Białymstoku
- Urząd Miejski w Białymstoku - Departament Obsługi Mieszkańców

## Białostocka Komunikacja Miejska
Przy ulicy Branickiego zlokalizowane są przystanki autobusowe BKM, przy których zatrzymują się autobusy linii nr: 1, 2, 12, 13, 15, 17, 22, 24, 101, 103, 105.